# Шайтарове
Шайта́рове — залізничний пасажирський зупинний пункт Знам'янської дирекції Одеської залізниці на лінії Підгородна — Помічна.

## Історія
Зупинний пункт (початково роз'їзд) Шайтарове було відкрито 1936 року. Назва походить від колишньої назви села Софіївка, розташованого неподалік. Первісно село мало назву Шайтарова.
Розташований у селі Шевченко Первомайського району Миколаївської області між станціями Бандурка (6 км) та Помічна (19 км).
На платформі зупиняються приміські поїзди.